# Fresnedo (Burgos)
Fresnedo es una localidad del municipio burgalés de Villarcayo de Merindad de Castilla la Vieja, en la Comunidad Autónoma de Castilla y León (España).
La iglesia está dedicada a san Pantaleón.

## Localidades limítrofes
Confina con las siguientes localidades:
- Al norte con Bedón.
- Al noreste con Gayangos.
- Al este con Barriosuso.
- Al sur con Bocos.
- Al oeste con Torme.

## Demografía
Evolución de la población
| Gráfica de evolución demográfica de Fresnedo entre 2000 y 2017     |
|                                                                    |
| Población de derecho (2000-2017) según el padrón municipal del INE |

## Historia
Así se describe a Fresnedo en el tomo VIII del Diccionario geográfico-estadístico-histórico de España y sus posesiones de Ultramar, obra impulsada por Pascual Madoz a mediados del siglo XIX:

Lugar en la provincia, diócesis, audiencia territorial y capitanía general de Burgos (14 ½ leguas), partido judicial de Villarcayo (1), ayuntamiento titulado de la Merindad de Montija. Situado en una pequeña ladera, con clima templado en verano y no muy frío en invierno, padeciéndose algunas fiebres. Tiene unas 38 casas, escuela de primeras letras concurrida por 30 alumnos, cuyo maestro no disfruta más dotación que las asignaciones de aquellos, iglesia parroquial (San Pantaleón), servida por un cura párroco; y una fuente dentro de la población, cuyas aguas son de mediana calidad. Confina el término N Bedón; E Mozares; S Bocos, y O Gayangos. El terreno es arcilloso y suave, de segunda y cuarta clase; los caminos son de servidumbre; y la correspondencia, la reciben en Villarcayo. Producciones: trigo, cebada, yeros, habas, titos, manzanas y ciruelas; ganado lanar y cabrío; y caza de perdices, palomas y codornices. Industria: la agrícola. Población: 18 vecinos, 67 almas. Capital productivo: 399.210 reales. Imponible: 37.813 reales.
Diccionario geográfico-estadístico-histórico de España y sus posesiones de Ultramar